# Lorio tanyopus
Lorio tanyopus är en stekelart som först beskrevs av Cameron 1911.  Lorio tanyopus ingår i släktet Lorio och familjen brokparasitsteklar. Inga underarter finns listade i Catalogue of Life.